# Dudley Tyler
Dudley Tyler (Salisbury, 21 settembre 1944) è un ex calciatore inglese, di ruolo centrocampista.

## Carriera
Ha segnato un gol in 29 presenze nella prima divisione inglese con la maglia del West Ham Utd; ha inoltre giocato per altri tre anni da professionista con l'Hereford Utd (dal 1974 al 1977), con cui ha giocato per due stagioni in terza divisione (la seconda delle quali conclusasi con la vittoria del campionato) e per una stagione in seconda divisione.

## Palmarès

### Club

#### Competizioni nazionali
- Third Division: 1

Hereford United: 1975-1976